# Reiquianesbaer
Reiquianesbaer ou Reykjanesbær (em islandês  PRONÚNCIA) é um município da Islândia localizado na península de Reykjanes, a oeste de Reiquiavique.                                                                                                                           

Tem uma área de 145 km² e uma população de 22 499 (2025).
Tem como sede a cidade de Keflavík, e pertence à região Península Sul (Suðurnes).      

## História
O município foi criado em 1994, quando os habitantes dos três municípios de Keflavík, Njarðvík e Hafnir votaram para a formação de um único município.

## Geografia
O município compreende as cidades de Keflavík, Njarðvík e Hafnir.

Keflavík é a maior e Hafnir a menor, com apenas uma distância de 10 km entre elas.                         
Keflavík e Njarðvík eram igualmente cidades distintas, porém, devido ao crescimento gradual destas cidades ocorrido durante a segunda metade do século XX, atualmente elas se encontram separadas apenas por uma simples rua. O lado norte da rua pertence a Keflavík e o lado sul a Njarðvík.

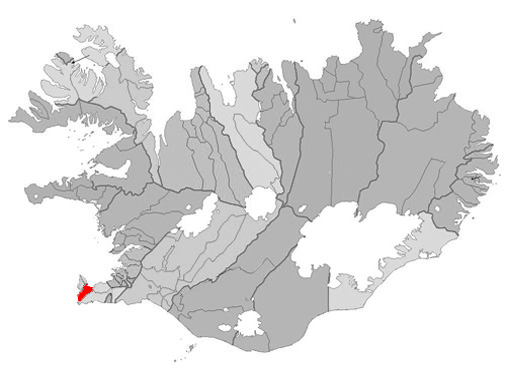
Localização do município